# Huelga petrolera en Venezuela de 1936
La huelga petrolera en Venezuela de 1936 fue la primera huelga de este tipo en Venezuela, iniciada el 14 de diciembre de 1936 contando con la dirección de distintos miembros del PCV, destacando la participación de Manuel Taborda, José Martínez Pozo, Luis Emiro Arrieta y Rodolfo Quintero, quienes estuvieron encargados de dirigir gran parte de la masa obrera de dicha huelga, así como la participación activa de Max García, Domingo Mariani, Isidro Valles, Jesús Faría y Olga Luzardo, todos militantes y dirigentes comunistas.

## Antecedentes
Tras la muerte de Juan Vicente Gómez en 1935, 1936 comienza cargado de una gran conflictividad social y revueltas populares de los ciudadanos que demandaban libertades democráticas, exigiendo al recién instalado gobierno de Eleazar López Contreras, la liberación de los presos políticos, el regreso de los exiliados y la legalización de los sindicatos y una nueva ley del trabajo. El ejecutivo aceptó las demandas de los manifestantes, sin embargo, meses más tarde el gobierno presentó el proyecto de "Ley de Orden Público" que coartaba el derecho a la protesta, lo que da pie a la "huelga de junio" contra la ley. El gobierno de Contreras contaba con el apoyo del movimiento estudiantil y las recientes legalizadas organizaciones políticas y sindicales, a pesar de esto hubo grandes protestas de trabajadores, dejando tras de sí un grupo de obreros muertos y otros tantos encarcelados.
El primer sindicato petrolero se crea en el estado Zulia el 27 de febrero de 1936 y ya para el mes de abril se entregaba un pliego petitorio a varias petroleras, en el cual incluían las demandas más básicas que hasta entonces les eran negadas.
Poco a poco los malestares laborales se hacían más evidentes; los obreros petroleros denunciaban cada vez más frecuente las condiciones a las que eran sometidos por parte de las trasnacionales, el incumplimiento de la nueva ley del trabajo y el desconocimiento a los sindicatos.
Es por todos estos antecedentes que en Venezuela se conmemora el 14 de diciembre de cada año como "Día del Trabajador Petrolero".[cita requerida]

## Huelga
El 30 de noviembre obreros de Lagunillas dan a conocer una serie de demandas a The Venezuela Oil Campany, entre las cuales pedían que se cumplieran las ocho horas laborales establecidas en la ley, el reconocimiento de los sindicatos por parte de la empresa, la reincorporación de los obreros despedidos, salario mínimo de 10 bolívares, seguridad industrial y viviendas dignas para los obreros. Tras un periodo de tiempo sin respuesta por parte del gobierno el 14 de diciembre estalla la huelga petrolera, participando la Unión de Trabajadores del Zulia y la Unión de Sindicatos Petroleros, las organizaciones políticas Partido Comunista y Partido Revolucionario Progresistas, y el sector estudiantil agrupado en la Federación de Estudiantes de Venezuela (FEV).
La huelga consistió en el paro laboral de más de 20 mil trabajadores al servicio de las compañías transnacionales petroleras, quienes exigían mejores condiciones de trabajo, ya que las condiciones de la época eran aberrantes: salarios excesivamente bajos, condiciones insalubres, trabajos forzados, constantes accidentes y muertes laborales, humillación de los trabajadores, carencia de beneficios, entre otros abusos. La huelga culminó de forma abrupta luego de una violenta represión militar y policial en contra de los trabajadores tras la firma del decreto del presidente Eleazar López Contreras del 22 de enero de 1937, que puso fin al conflicto con el aumento de un bolívar al salario de los trabajadores.
Para ese año en el estado Zulia, el PCV tenía sus mejores cuadros de base netamente proletarias y una estructura muy bien definida, lo que le permitió cumplir un rol fundamental en el proceso de constitución de distintos sindicatos y federaciones de sindicatos; por ejemplo Manuel Taborda tuvo la responsabilidad de dirigir los sindicatos de obreros petroleros de Mene Grande, de San Lorenzo y de Maracaibo. Durante la huelga, los obreros que se preparaban para el combate habían constituido un Comité Central clandestino que dirigiera la huelga, integrado por Isidro Valles (quien lo presidía), Dilío Marín, José Antonio Mayobre, Juan Bautista Fuenmayor y Felipe Hernández.